# Aeaea
Aeaea é um gênero de traça pertencente à família Agonoxenidae.